# Борго Петилија
Борго Петилија (итал. Borgo Petilia) је насеље у Италији у округу Калтанисета, региону Сицилија.
Према процени из 2011. у насељу је живело 85 становника. Насеље се налази на надморској висини од 462 м.